# ГАЭС Жидово
ГАЭС Жидово (Żydowo) — гидроаккумулирующая электростанция на севере Польши в Западно-Поморском воеводстве.
Строительство ГАЭС стартовало в начале 1960-х, а ввод в эксплуатацию пришёлся на 1971-й год. Станция расположена в долине реки Радев, на которой с помощью плотины высотой 6,3 метра и длиной 50 метров создали нижний резервуар — озеро Kwieckie, которое имеет максимальную площадь до 140 гектаров. Верхний резервуар — озеро Kamienna — сооружён на высотах восточного берега реки. Площадь резервуара от 78 до 100 гектаров и объём до 3,3 млн м3. Во время сооружения станции выполнили земляные работы в объёме 1,2 млн м3 и использовали 70 тыс. м3 бетона.
От верхнего резервуара к машинному залу ведёт канал длиной 1,3 км, переходящий в три водовода диаметром 5 метров и длиной примерно 0,5 км. Зал оборудован тремя турбинами типа Френсис, в том числе двумя обратимыми.
В 2009—2013 чешская компания ČKD провела капитальный ремонт турбин ГАЭС. Это позволило увеличить максимальную мощность станции в турбинном режиме до 167 МВт.